# Klev (Odenthal)
Klev, in alten Schriften auch Klef, Kleef oder Klief genannt, ist ein Ortsteil in Oberodenthal in der Gemeinde Odenthal im Rheinisch-Bergischen Kreis. Er liegt im Scherfbachtal an einer Seitenstraße der Scherfbachtalstraße auf halbem Weg zwischen Höffe und Bechen. 

## Geschichte
Der Name Klev/Klef ist entstanden aus clif, klef mit der Bedeutung „Steilabhang“.
Die erste urkundliche Erwähnung stammt vom 9. November 1373. In der entsprechenden Urkunde wird ein Adolf von Klev als Bewohner aufgeführt. Für das Jahr 1399 erfahren wir, dass Klev zum Hofgericht Altenberg gehört.
Während des Spanischen Erbfolgekriegs hatten auch die Odenthaler ihre Beiträge zur Landesverteidigung zu leisten. In diesem Zusammenhang wird unter anderem ein Sieger zum Kleef aufgelistet. Er hatte 19 Faschinen und 30 Pfähle zu stellen.
Die Topographia Ducatus Montani des Erich Philipp Ploennies, Blatt Amt Miselohe, belegt, dass der Wohnplatz 1715 als Freyhof kategorisiert wurde und mit Clebershus bezeichnet wurde.
Carl Friedrich von Wiebeking benennt die Hofschaft auf seiner Charte des Herzogthums Berg 1789 als Unter Clef. Aus ihr geht hervor, dass Klev zu dieser Zeit Teil von Oberodenthal in der Herrschaft Odenthal war.
Unter der französischen Verwaltung zwischen 1806 und 1813 wurde die Herrschaft aufgelöst. Klev wurde politisch der Mairie Odenthal im Kanton Bensberg zugeordnet. 1816 wandelten die Preußen die Mairie zur Bürgermeisterei Odenthal im Kreis Mülheim am Rhein.
Der Ort ist auf der Topographischen Aufnahme der Rheinlande von 1824 als Klever Hof und auf der Preußischen Uraufnahme von 1840 als Unter Clief verzeichnet. Ab der Preußischen Neuaufnahme von 1892 ist er auf Messtischblättern regelmäßig als Klev verzeichnet.
| Jahr | Einwohner | Wohn- gebäude | Kategorie | Benennung |
| ---- | --------- | ------------- | --------- | --------- |
| 1822 | 8         |               | Hof       | Klief     |
| 1830 | 10        |               | Hof       | Klief     |
| 1845 | 15        | 2             | Hof       | Klief     |
| 1871 | 12        | 2             | Hofstelle | Clev      |
| 1885 | 12        | 3             | Wohnplatz |           |
| 1895 | 8         | 2             | Wohnplatz |           |
| 1905 | 19        | 3             | Wohnplatz |           |